# Wakuliwka
Wakuliwka (ukr. Вакулівка) – wieś na Ukrainie, w obwodzie odeskim, w rejonie rozdzielniańskim, w hromadzie Rozdzielna. W 2001 liczyła 676 mieszkańców.
Znajdują tu się stacja kolejowa Karpowe oraz przystanek kolejowy Nowosełiwka, położone na linii Żmerynka – Odessa.